# Kovách Imre
Kovách Imre (Hajdúnánás, 1953. június 19. –) szociológus, egyetemi tanár, a Magyar Tudományos Akadémia levelező tagja. Kutatási területe a vidék- és faluszociológia, a gazdasági elit kutatása, valamint a hatalmi viszonyok szociológiája. Jelentős a munkássága a magyarországi társadalmi integráció és mobilitás kutatásában is. 2005 és 2010 között az MTA Politikai Tudományok Intézete igazgatóhelyettese, 2011 és 2012 között az MTA Szociológiai Kutatóintézet igazgatója.

## Életpályája
1972-ben kezdte meg egyetemi tanulmányait a debreceni Kossuth Lajos Tudományegyetem (KLTE) Bölcsészettudományi Karának magyar-történelem szakán, ahol 1977-ben szerzett tanári diplomát. 1979-ben egyetemi doktori címet szerzett, majd 1982-ben elvégezte a szociológia szakot is az Eötvös Loránd Tudományegyetemen. Tanári diplomájának megszerzését követően a nyíregyházi Krúdy Gyula Gimnáziumban tanított, majd 1979-től a KLTE szociológia tanszékén kapott tanársegédi megbízást. 1982-ben átkerült a Társadalomtudományi Intézetbe tudományos munkatársi beosztásban. Itt 1989-ig dolgozott, de eközben részmunkaidőben tanársegéd volt a gödöllői Agrártudományi Egyetemen (1987–1991), valamint a Tárkinak is dolgozott a történeti adatok számítógépes elemzése projektjében (1986–1989). 1989-től az MTA-hoz átszervezett Politikai Tudományok Intézete tudományos főmunkatársa lett. 1997-ben tudományos osztályvezetővé léptették elő, majd 2005-ben az intézet tudományos igazgatóhelyettesévé nevezték ki. Ezt a tisztségét 2010-ig viselte. Ezt követően az MTA Szociológiai Kutatóintézet igazgatói tisztét töltötte be 2012-ig, majd 2013-tól tudományos tanácsadói beosztásba került. Kutatóintézeti munkája mellett 1993 és 2003 között több felsőoktatási intézményben (KLTE, ELTE, Széchenyi István Főiskola) tanított óraadó tanárként. 1998 és 2001 között Széchenyi professzori ösztöndíjjal kutatott. 2003-ban a Debreceni Egyetemen docensi, majd 2012-ben egyetemi tanári kinevezést kapott. Magyarországi tevékenysége mellett meghívott oktatóként vagy kutatóként dolgozott Finnországban, Svédországban és Franciaországban is.
1990-ben védte meg a szociológiai tudomány kandidátusi, 2011-ben akadémiai doktori értekezését. Az MTA Szociológiai Bizottságának lett tagja, 2013-tól elnöke. 2022-ben a Magyar Tudományos Akadémia levelező tagjává választották. Ezen felül az Académie d’Agriculture de France is felvette tagjai sorába. Akadémiai tevékenysége mellett 2005-ben 1990 és 1999 között a Magyar Szociológiai Társaság titkára, 2005-ben pedig elnöke volt. A nemzetközi tudományos közéletben is aktív: a European Society for Rural Sociology alelnöke volt 1995 és 1999 között, majd 2003 és 2007 között elnöke, valamint az International Society for Rural Sociology tanácstagja 1992 és 1994, valamint alelnöke 2000 és 2004 között. Kétszázhatvan tudományos publikációs szerzője vagy szerkesztője. Közleményeit magyar és angol nyelven adja közre.

## Díjai, elismerései
- Polányi Károly-díj (2013)
- A Magyar Érdemrend lovagkeresztje (2014)
- Az év vidékfejlesztője (2014)

## Főbb publikációi
- Gazdaság és rétegződés: Műhelytanulmányok (szerk., 1984)
- Termelők és vállalkozók: Mezőgazdasági kistermelők a magyar társadalomban (1988)
- A polgárosodás fogalom értelmezéséhez (cikk, 1991)
- Privatization and family farms in Central and Eastern Europe (cikk, 1994)
- The Making of The Hungarian Postcommunist Elite: Circulation in Politics, Reproduction in The Economy (Szelényi Ivánnal, 1995)
- A középosztályok nyomában (társszerző, 1995)
- Actors on the Changing European Countryside (társszerk., 1998)
- Rural societies under communism and beyond: Hungarian and Polish perspectives (társszerk., 1999)
- Europe's green ring (társszerk., 2001)
- Hatalom és társadalmi változás: a posztszocializmus vége: szociológiai tanulmányok (szerk., 2002)
- Leadership and Local Power in European Rural Development (társszerk., 2002)
- A civil szervezetek és a területfejlesztési politika: A civil szféra területfejlesztési intézményekkel való együttműködésének tapasztalatai (szerk., 2005)
- Kritikus leltár: A rendszerváltás másfél évtizede (Bayer Józseffel, 2005)
- Társadalmi metszetek: Hatalom, érdek, individualizáció és egyenlőtlenség a mai Magyarországon (szerk., 2006)
- Vidékiek és városiak: a tudás- és imázshasználat hatásai a vidéki Magyarországon (szerk., 2007)
- Vidék- és falukép a változó időben (szerk., 2007)
- Hatalom, közbeszéd, fejlesztéspolitika: elemzések politikai jelenségekről (társszerk., 2007)
- Climate Change and Local Governance: Alternative approaches to influencing household energy consumption: a comparative study of five European regions (társszerk., 2010)
- Elitek a válság korában: magyarországi elitek, kisebbségi elitek (szerk., 2011)
- Társadalmi integráció a jelenkori Magyarországon (társszerk., 2012)
- A vidék az ezredfordulón: A jelenkori magyar vidéki társadalom szerkezeti és hatalmi változásai (2012)
- Fejlesztéspolitika, vidékfejlesztés (Czibere Ibolyával, 2013)
- Földek és emberek: Földhasználók és földhasználati módok Magyarországon (2016)
- Társadalmi integráció: az egyenlőtlenségek, az együttműködés, az újraelosztás és a hatalom szerkezete a magyar társadalomban (2017)
- Factors influencing households’ energy consumption in Hungary: Case-study conducted in the city of Debrecen (társszerző, 2019)
- Mobilitás és integráció a magyar társadalomban (szerk., 2021)

## Külső hivatkozások
- Kovách Imre a HUN-REN Társadalomtudományi Kutatóközpont honlapján